# Goethes letzte Reise

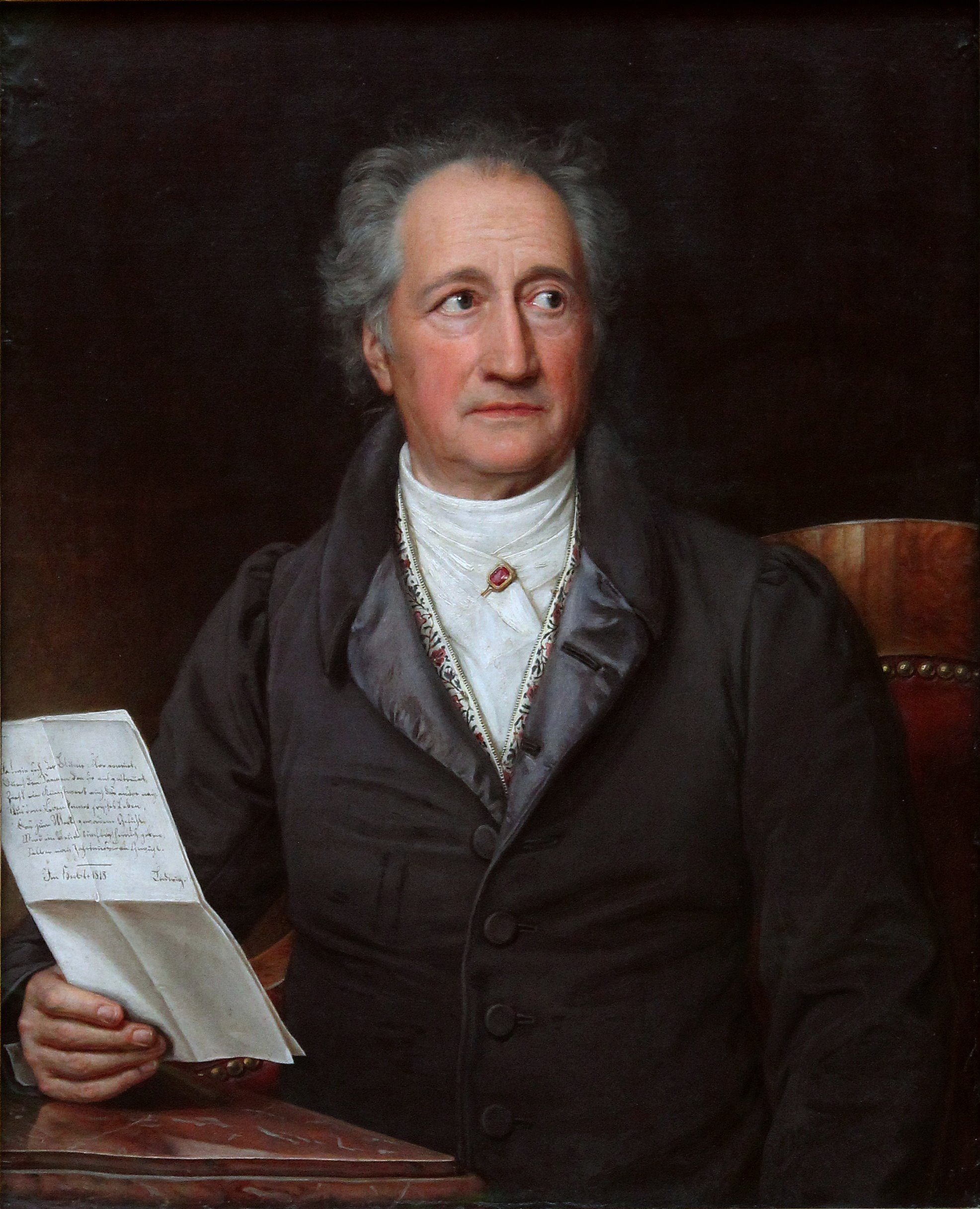
Johann Wolfgang von Goethe im Jahr 1828, idealisierendes Gemälde von Joseph Karl Stieler.

Goethes letzte Reise ist ein „Dokumentarroman“, geschrieben von der deutschen Schriftstellerin und Literaturkritikerin Sigrid Damm. Das Buch behandelt den letzten Lebensabschnitt von Johann Wolfgang von Goethe. Es widmet sich insbesondere dessen Reise nach Ilmenau im Jahr 1831.
Das Werk erschien 2007 als gebundene Ausgabe im Insel Verlag, im selben Verlag im Januar 2009 als Taschenbuchausgabe sowie zuvor im März 2008 bei Hoffmann und Campe als Hörbuch. Das Buch entwickelte sich rasch zum Bestseller und erreichte im Dezember 2007 Platz 16 der Spiegel-Bestsellerliste in der Kategorie Sachbuch. Auf der Focus-Bestsellerliste stand es im Dezember 2007 auf Platz 15.

## Buchgattung
Das Buch wurde von der Autorin Sigrid Damm und vom herausgebenden Insel Verlag mit keiner Gattungsangabe versehen. Die Buchkritik griff dies zum Teil auf und nannte das Buch unter anderem einen „Dokumentarroman“ (Radio Berlin 88,8) oder eine „Dokumentarfiktion“ (Goethe-Jahrbuch Nr. 124), bewertete es aber auch im übertragenen Sinn als „gattungsloses Buch“ (Frankfurter Rundschau). Von der Deutschen Nationalbibliothek sowie überwiegend auch von anderen öffentlichen Bibliotheken wurde das Buch als Biografie eingestuft.

## Handlung
Sigrid Damm beschreibt vor allem Goethes Reise nach Ilmenau im August 1831, die dieser zu seinem 82. Geburtstag, ein halbes Jahr vor seinem Tod, zusammen mit zwei Enkeln unternahm. Es wurde „Goethes letzte Reise“. In den sechs Reisetagen, die den Handlungsrahmen für Damms Buch abgeben, hält Goethe Rückschau auf sein Leben. Er erinnert sich unter anderem an seine Frau Christiane und an die böhmischen Bäder, wo er zum letzten Mal die Liebe erlebte und sich mit Verzweiflung seines Alters bewusst wurde, als er von der jungen Ulrike von Levetzow zurückgewiesen wurde.
Damm beschreibt aber auch den Alltag und schildert bisher kaum bekannte Seiten in Goethes Leben.

### 26. August 1831, Anreise
Johann Wolfgang von Goethe ist 81 Jahre alt, als er sich am 26. August 1831, zwei Tage vor seinem 82. Geburtstag, von Weimar aus auf seine letzte Reise begibt. Sie führt ihn zusammen mit seinen Enkeln, dem 13-jährigen Walter Wolfgang und dem zehn Jahre alten Wolfgang Maximilian – genannt „Wolf“ oder „Wölfchen“ –, nach Ilmenau. Die Jungen sind die Söhne seines im Vorjahr erst 40-jährig gestorbenen Sohns August von Goethe und dessen Frau Ottilie.
Goethe hatte nach dem Jahr 1823 seinen Wohnort Weimar nur noch selten verlassen, zumeist in die Umgebung, nach Jena, und 1828 zu den Dornburger Schlössern. 1823 war er in Böhmen, in Karlsbad und Marienbad, gewesen. Dort hatte er sich zwei Jahre zuvor in die junge Ulrike von Levetzow verliebt, die seine Gefühle nicht erwiderte. „Das Jahr der Zäsur“ nennt Sigrid Damm das Jahr 1823.

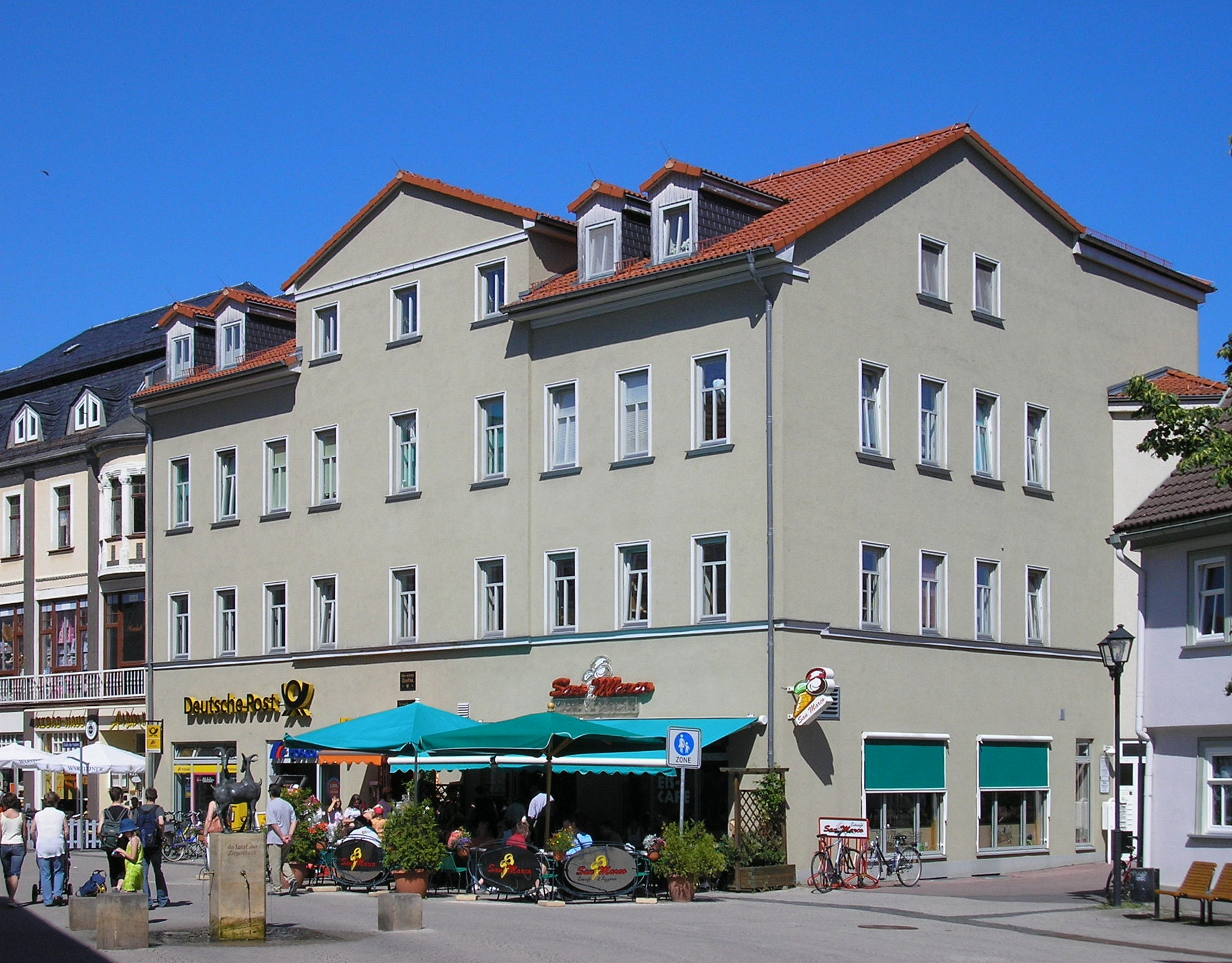
Nachbau des Gasthofs „Goldener Löwe“ in Ilmenau, in dem Goethe während seiner letzten Reise Quartier bezog.

Die Reise nach Ilmenau, ein halbes Jahr vor Goethes Tod, ist Rückschau und Abschied zugleich, eine in Goethes Worten „Wallfahrt zu den Stellen früherer Leiden und Freuden“. Sie ist auch eine Auseinandersetzung mit dem Altern und dem Tod.
Begleitet werden Goethe und die Enkel, die mit der Kutsche reisen, von dem 24 Jahre alten Kutscher Wilhelm Heinrich König und dem 26-jährigen Diener Gottlieb Friedrich Krause. Es wird eine Reise in die Vergangenheit, eine Rückkehr an einen Ort des Scheiterns des jungen Goethe. „Ilmenau ist wie kein anderer Ort in seinem Leben Experimentierfeld seiner sozialen Utopie.“
Dort hatte Goethe im Auftrag seines Herzogs Carl August ab 1777 zunächst als „Bergwercks-Commisar“ und ab 1780 als Leiter der „Direction über alle Bergwercks-Angelegenheiten in Unseren sämtlichen Fürstlichen Landen“ vergeblich versucht, den im Amt Ilmenau seit Mitte des 15. Jahrhunderts bis 1739 florierenden Silber- und Kupferbergbau zu neuem Leben zu erwecken.
Zwar wurde 1784 nach vielen Rückschlägen in Goethes Anwesenheit und mit seiner einzigen öffentlichen Rede ein Bergwerk eröffnet, doch wurde das Unternehmen 1796 nach einem schweren Wassereinbruch im Martinsröder Stollen wieder aufgegeben. Goethe misslang es, die Schatulle des Fürstentums durch Rohstoffgewinnung zu füllen, den Menschen des Amtes Ilmenau durch Bergbau ein Auskommen zu geben, doch hatte er sich zum Fachmann auf dem Gebiet der Geologie weitergebildet: „Ich habe mich diesen Wissenschaften, da mich mein Amt dazu berechtigt, mit einer völligen Leidenschaft ergeben […].“
Über den unternehmerischen Fehlschlag deckte er in seinen Aufzeichnungen einen Mantel des Schweigens; Ilmenau besuchte er erst 1813 wieder.
Am Abend des 26. August 1831 trifft die Reisegesellschaft in Ilmenau ein, nach einem mittäglichen Halt im Gasthof „Zum Hirschen“ in Stadtilm und einem Halt bei Gräfinau, wo Goethe ein Stück zu Fuß geht. In Ilmenau bezieht er wie früher im Gasthof „Zum Goldenen Löwen“ Quartier und zieht sich früh zurück.

### 27. August 1831, auf dem Kickelhahn

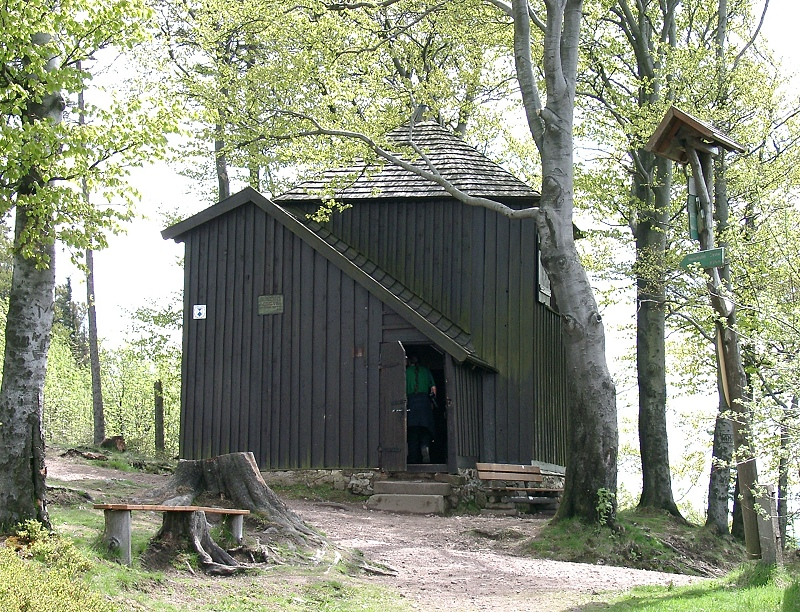
Das so genannte „Goethehäuschen“, Nachbau des Jagdhäuschens auf dem Kickelhahn, in dem Goethe 1783 „Über allen Gipfeln ist Ruh“ schrieb. Dorthin kehrte er 1831 in „leichter Chaise“ zurück.

Am nächsten Morgen unternimmt Goethe gemeinsam mit dem Rentamtmann Johann Heinrich Christian Mahr, den er seit 1825 kennt, in „leichter Chaise“ eine Fahrt auf den 861 Meter hohen Kickelhahn. Auf dessen Plateau hatte Goethe 1783 in einem Jagdhäuschen das Gedicht „Über allen Gipfeln ist Ruh“ geschrieben, mit Bleistift auf eine Wand des Holzhauses, das in neuerer Zeit als „Goethehäuschen“ rekonstruiert wurde.
Seine Enkel schickt er zusammen mit Diener Krause zu Fuß auf den Berg. Goethe freut sich über den inzwischen gut ausgebauten Weg und „gedachte der Zeit, in welcher man an diesen Stellen nur reitend habe vorwärts kommen können.“
Er erinnert sich an gemeinsame Aufenthalte in Ilmenau mit Carl August mit wilden Trinkgelagen, Jagden, bei denen der Herzog sein Jagdprivileg rücksichtslos ausnutzte und Felder verwüstete: „Der Herzog geht auf Hirsche, ich auf Landschaften aus.“ Johann Heinrich Voß hielt Gerüchte aus dieser Zeit fest: „Der Herzog läuft mit Göthen wie ein wilder Pursche auf den Dörfern herum, der besauft sich und genießt brüderlich einerlei Mädchen mit ihm.“
Seinem Herzog und Dienstherrn hatte Goethe 1783 zum 26. Geburtstag das Gedicht „Ilmenau“ mit der Anfangszeile „Anmutig Tal, du immergrüner Hain“ gewidmet. Die beiden Männer verbindet eine 53 Jahre dauernde Freundschaft mit demonstrativen gegenseitigen Bekundungen der Wertschätzung, trotz des Altersunterschieds, und trotz Krisen zwischen „Fürst und Dichterfürst“.
So richtete Goethe im 50. Jahr des Regierungsantritts seinem Herzog am 3. September 1825 ein üppiges Fest aus. Und Herzog Carl August bekundete am 11. November 1825, 50 Jahre nach dem Eintreffen Goethes in Weimar, schriftlich: „Die fünfzigste Wiederkehr dieses Tages erkenne ich sonach mit dem lebhaftesten Vergnügen als das Dienstjubelfest Meines ersten Staatsdieners, des Jugendfreundes […].“ Goethe habe ihn mit unveränderter Treue, Neigung und Beständigkeit bisher in allen Wechselfällen des Lebens begleitet. Seinem umsichtigen Rat, seiner lebendigen Teilnahme und wohlgefälligen Dienstleistungen verdanke er den glücklichen Erfolg der wichtigsten Unternehmungen.
Auf dem Kickelhahn sieht Goethe sein Gedicht wieder und notiert abends im Tagebuch: „Die alte Inschrift ward recognosziert: Über allen Gipfeln ist Ruh pp. Den 7. September 1783.“ Goethe hielt sich jedoch, so Sigrid Damm, am 7. September weder in Ilmenau noch auf dem Kickelhahn auf, allerdings sei er vom 30. August bis 3. oder 4. September 1783 dort gewesen. Laut Mahr rührt Goethe die Lektüre des Gedichts zu Tränen. In sanftem, wehmütigem Ton habe er gesagt „Ja: Warte nur, balde ruhest du auch!“ Dazu Sigrid Damm: „[…] er liest sein Nachtlied als Todeslied.“
Am Mittag sind Goethe und Mahr vom Berg zurück. Am Nachmittag bleibt Goethe alleine; Mahr begleitet die Enkel zum Kammerberger Kohlebergwerk.

### 28. August 1831, der letzte Geburtstag

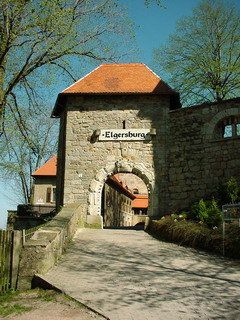
Die Enkel besuchen Schloss Elgersburg (Eingangstor)

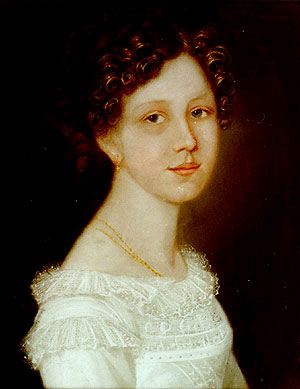
Ulrike von Levetzow, Goethes letzte Liebe: Ein Geschenk von ihr nimmt Goethe mit auf die Reise.

Der nächste Tag, der 28. August 1831, ist Goethes 82. Geburtstag. Morgens um fünf Uhr spielt ein Blasmusikcorps unter Leitung des Ilmenauer Stadtmusicus den Choral „Nun danket alle Gott“. Goethe ist bereits auf den Beinen, und „fünfzehn Frauenzimmerchen in weißen Kleidern“ überbringen ein Gedicht und einen Kranz auf einem Kissen.
Goethe frühstückt mit Wölfchen, während dessen Bruder noch schläft. Goethe wünscht einen Ausflug zu machen, mit seinen Enkeln und Friedrich August von Fritsch. Der Sohn seines einstigen Weimarer Gegners, Freiherr Jakob Friedrich von Fritsch, der sich vergeblich gegen die Anstellung des bürgerlichen Goethe durch den Herzog gewehrt hatte, war 1794 Forstmeister in Ilmenau geworden, machte Karriere im Fürstentum Weimar und war seit 1828 dessen Oberlandjägermeister.
Fritsch war am Vorabend in offizieller Mission aus Weimar angereist, um Goethe die Geburtstagsglückwünsche des Fürstentums zu übermitteln.
In zwei Kutschen fährt die Geburtstagsgesellschaft nach Elgersburg, wo die Kinder ohne den Großvater die Porzellanfabrik und das Schloss besichtigen. Über Martinroda geht es nach Ilmenau zurück. Der Nachmittag seines Geburtstages vergeht mit dem Empfang von Ilmenauer Honoratioren, „allerley Post“ trifft aus Weimar ein. Während die Enkelsöhne einen weiteren Ausflug unternehmen, bleibt Goethe bis zum Abend mit Lektüre alleine.
Der Geburtstag klingt mit einer Abendmusik der Kammerberger Bergknappschaft aus. Es ist ein ruhiger Festtag für Goethe, der sich in jüngeren Jahren gerne feiern ließ, und dem Friedrich August von Fritsch in der Ruine des Klosters Paulinzella zum 68. Geburtstag ein Festessen ausgerichtet hatte.
Sigrid Damm beschließt das Kapitel mit einem Rückblick auf die späte unerwiderte Liebe Goethes zu der 53 Jahre jüngeren Ulrike von Levetzow, der er 1821 in Marienbad erneut begegnete, nachdem er sich 1806 zu deren Mutter Amalie von Levetzow hingezogen gefühlt hatte.
Zum Andenken an den Juli und August 1821 in dem böhmischen Kurort und die Sommer 1822 und 1823 dortselbst hatte er ein böhmisches Glas mit nach Ilmenau genommen, das ihm Amalie von Levetzow, Tochter Ulrike und deren Schwester am 28. August 1823, also acht Jahre zuvor, mit der Gravur ihrer Namen geschenkt hatten.
Die zurückgewiesene Liebe nennt Sigrid Damm den „Absturz in den Abgrund des Alters“. Goethe vergrub sich nach der Zurückweisung mit der „Marienbader Elegie“ in die Arbeit – Schöpfertum als seelisches Therapeutikum, doch seine Gesundheit litt in diesem Jahr unter anderem an bedrohlichen Herzbeschwerden.

### 29. August 1831, Begegnung mit altem Bekannten
Der Tag beginnt für Goethe mit einem Schrecken: Wölfchen war nachts aus dem Bett gefallen; Goethe findet ihn auf dem Boden des Zimmers liegend. Sigrid Damm beschreibt das Verhältnis des Großvaters zu seinen Enkeln, um deren Erziehung und Ausbildung er sich intensiv kümmert, nicht erst seit dem Tod ihres Vaters, und spricht vom „Maßstab Goethe“ und der „Last des großen Namens“. An seinem Namen werden die Enkel gemessen. Das Genie Goethes hatte auch das Selbstwertgefühl ihres Vaters untergraben.
Der „gute Walther“ schläft wie an den beiden Tagen zuvor aus. Goethe frühstückt wieder in der Frühe um sechs Uhr mit Wölfchen. Der vorgesehene Ausflug der Enkel kann zunächst wegen starken Regens nicht stattfinden. Nachdem auch Walter aufgestanden ist, besuchen sie zusammen mit Rentamtmann Mahr und Friedrich August von Fritsch eine Puppenfabrik. Goethe bleibt im Gasthof zurück, schickt Tagebuchaufzeichnungen an seine verwitwete Schwiegertochter Ottilie nach Weimar. Die Enkel kehren mittags zurück.
Goethe, Walter, Wölfchen und Mahr essen mittags in der „Alten Försterei“ beim Forstmeister König. Anschließend besucht Goethe in der Nachbarschaft Heinrich Georg Wilhelm Hetzer (1752–1832), der wie Goethe in Frankfurt am Main geboren wurde, wie dieser in Weimarer Dienste trat, inzwischen den Rang eines Hofkommissars hat. Goethe kennt ihn mindestens seit 1784. Über ihn schreibt er später in einem Brief „Gute damalige Zeitgenossen hatten gealtert“. Sigrid Damm konstatiert: „[…] als berühre der Prozess des Alterns ihn nicht […]“.
Das Wetter hat sich mittags gebessert; Walter und Wölfchen können doch noch die Eisengießerei im Amt Gehren besichtigen. Goethe liest nach der Rückkehr in den Gasthof wie in den Tagen zuvor Karl Herzogs „Geschichte der deutschen National-Litteratur mit Proben der deutschen Dichtkunst und Beredsamkeit“.

### 30. August 1831, alleine unterwegs

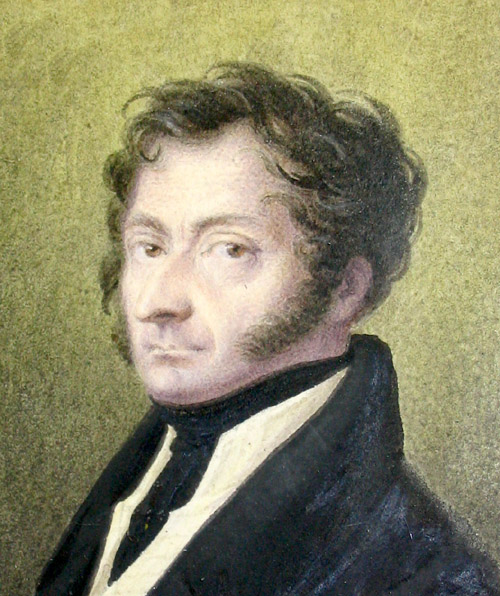
In Tannroda besucht Goethe auf der Rückreise Carl August Schwerdgeburth.

Goethe unternimmt vormittags alleine eine Ausfahrt und erfreut sich an Lindenalleen, bei deren Anlage er 50 Jahre zuvor anwesend war. Die Enkel besuchen Glasbläser in Stützerbach. Nach dem Mittagessen sind Großvater und Enkel gemeinsam unterwegs. Goethe erkundigt sich, ob das Haus noch steht, in dem er Iphigenie auf Tauris schrieb. Er entscheidet, am nächsten Morgen abzureisen, das Packen beginnt. Die Enkel legen ihm gesammelte Steine vor; Goethe findet darunter nichts von Belang.

### 31. August 1831, Heimreise
Goethe und seine Begleitung treten morgens um halb sieben Uhr die Heimreise in einer Kutsche an, gegen elf Uhr legt man die Mittagspause in Stadtilm ein. Über Großhettstedt, Dienstedt, Barchfeld, Kranichfeld geht es zu einem weiteren Halt nach Tannroda. Dort besucht die Reisegruppe den Maler und Kupferstecher Carl August Schwerdgeburth. Anschließend geht es über Bad Berka weiter nach Weimar. Goethe beschließt sein Reisetagebuch mit der Notiz, man sei nach sechs Uhr abends in Weimar eingetroffen.
Er schreibt wenig später an seinen Berliner Freund Zelter über diese Tage:

„Nach so vielen Jahren war denn zu übersehen: das Dauernde, das Verschwundene. Das Gelungene trat vor, das Mißlungene war vergessen und verschmerzt.“

Nach der Heimkehr bleiben ihm noch 202 Lebenstage. Er stirbt am 22. März 1832.

## Rezeption

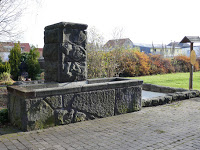
Der denkmalgeschützte Goethebrunnen auf dem Ilmenauer Friedhof mit dem Relief von Wilhelm Löber

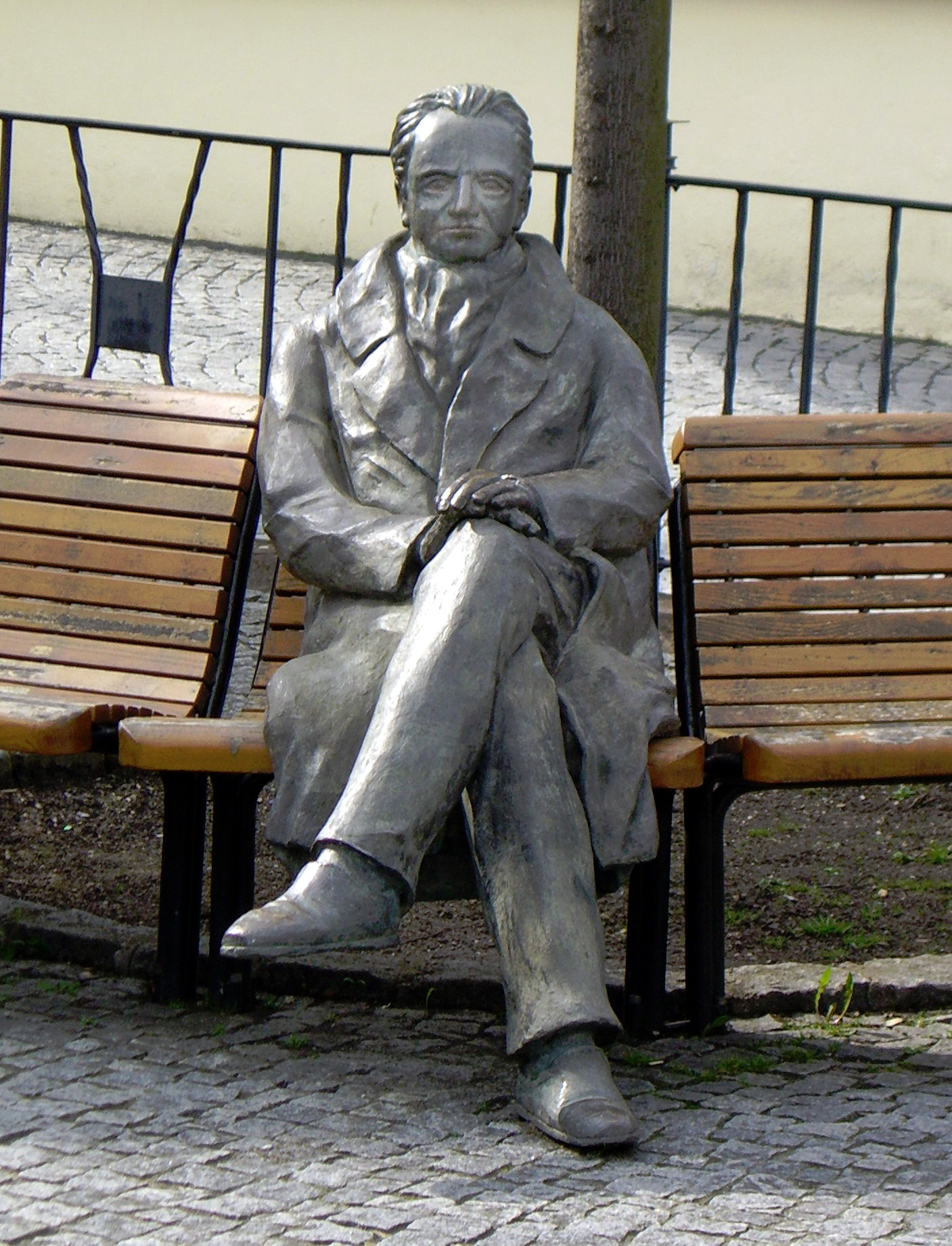
Das Goethedenkmal in Ilmenau (Bronzeskulptur von Klaus Glutting)

Sigrid Damms Werk wurde von deutschsprachigen Feuilletons nicht durchweg positiv aufgenommen, doch überwog die Zustimmung.
Die Frankfurter Rundschau (FR) bescheinigte der Autorin zwar, dass es kein ganz beweihräucherndes Buch sei, doch bezeichnete der FR-Kritiker Sven Hanuschek es als gattungsloses Buch, das schon eine weitere Goethe-Glorifizierung sei. Er zieht das Fazit: Wer die Quellen kennt oder auch nur ein paar Briefbände Goethes gelesen hat, wird nichts Neues aus Damms Buch erfahren. Germanisten sind aber auch nicht ihr angestrebtes Publikum, eher Menschen, zu denen historische Quellen selbst nicht sprechen.
Die Berliner Zeitung wertet das Buch als klug ohne altklug, empfindsam ohne kitschig zu sein. Die Erzählung habe Mut zur Lücke, in der Gedanken manchmal nur Stichwortcharakter haben und unverbunden bleibt, was sich nicht zusammenfügen will. Sigrid Damm lasse Goethes Gedankenwelt ganz gegenwärtig werden. Wie sie das schafft, nötig Respekt und Bewunderung ab.
Die Welt am Sonntag nahm Goethes letzte Reise im Dezember 2007 in die Liste der „35 besten Bücher des Jahres“ auf und nannte es ein einfühlsames, kluges Buch über den späten Goethe.
Tilman Krause schrieb in der Welt von einem lebensklugen, warmherzigen Buch Sigrid Damms: Die tiefe Verbundenheit mit ihrem Gegenstand spricht unaufdringlich aus jeder Zeile. Das forschende Interesse des alternden Menschen, wie ein Hochbetagter das Leben bewältigte, dürfte dabei eine Rolle gespielt haben. Warum auch nicht? Eine Lösung dieses Problems wartet auf viele von uns.
Für Radio Berlin 88,8 ist Goethes letzte Reise ein Dokumentarroman, für die Bildung kein Schaden, für die Unterhaltung ein Gewinn.

## Veröffentlichungen
Bücher
- Sigrid Damm: Goethes letzte Reise. 1. Auflage, Insel Verlag, Frankfurt am Main 2007, ISBN 978-3-458-17370-0.
- Sigrid Damm: Goethes letzte Reise. 1. Auflage der Taschenbuchausgabe, Insel Verlag, Frankfurt am Main 2009 (= Insel-Taschenbuch; 3300), ISBN 978-3-458-35000-2.

Hörbücher
- Goethes letzte Reise (Tonträger). Lesung. Von: Sigrid Damm, mit: Hartmut Schories, Regie: Gabriela von Sallwitz, Hoffmann und Campe, Hamburg 2008, ISBN 978-3-455-30585-2. (Hörbuch; von der Autorin gekürzte Fassung; 5 CDs mit Booklet)

Hörfunk
- Goethes letzte Reise (Hörfunkproduktion). Lesung. Von: Sigrid Damm, mit: Jutta Hoffmann, Regie und gekürzte Lesefassung: Matthias Thalheim, 13 Folgen à 30 Minuten, Lesezeit, 9. bis 23. Dezember, MDR Figaro 2010

## Sekundärliteratur
- Goethe-Gesellschaft (Hrsg.): Goethe-Jahrbuch, Band 122. Wallstein Verlag, Göttingen 2007, ISSN 0323-4207, S. 328–331.
- Georg Schwedt: Goethe – der Manager. Wiley-VCH Verlag, Weinheim 2008, ISBN 978-3-527-50369-8, S. 7ff.